# Europe on Screen
Europe on Screen (acronyme : EoS) est un festival de cinéma qui a lieu chaque année en Indonésie. Créé en 1990, il s'agit du plus ancien festival de cinéma international toujours en activité dans le pays. Le festival est financé par l'Union Européenne et les ambassades de ses pays membres.
Le festival, exclusivement consacré au cinéma européen, montre chaque année entre 80 et 90 films dans une dizaine de lieux, bien que Jakarta soit la principale ville du festival. Il a habituellement lieu au début du mois de mai, afin de coïncider avec la journée de l'Europe.

## Historique
Le festival a d'abord vu le jour en 1990, sous le nom de European Film Festival. Sa seconde édition a eu lieu neuf ans plus tard, en 1999. L'édition de 2000 a été annulée au dernier moment. Pour sa troisième édition, en 2003, le festival a pris son nom actuel. De 2004 à 2006, il devient annuel et est intégré au Festival international du film de Jakarta,. En 2007, le festival s'émancipe du JiFFest et prend sa forme actuelle, en s'étendant à différentes villes de l'archipel. Des séances sont organisées à Bandung, Denpasar, Medan, Surabaya, Yogyakarta, Padang et Makassar,. Auparavant organisé en fin d'année, il a lieu au début du mois de mai à compter de son édition 2013,
Le festival a inclus durant plusieurs années une compétition de courts métrages indonésiens. La programmation, d'abord axée sur des films d'art et essai, s'est, au fil des années, ouverte à un cinéma plus populaire, avec par exemple la programmation de La Délicatesse en 2014. De 2014 à 2016, la direction artistique du festival a été confiée à Orlow Seunke, anciennement responsable du JiFFest.

## Organisation
L'Union européenne, représentée en Indonésie par sa délégation, est à l'origine du festival. Le festival est également aidé par les ambassades et les centres culturels européens présents, comme l'Institut français, l'institut Goethe, le British Council, l'Istituto Italiano di Cultura ou encore la maison Erasmus de Jakarta (en).
Les films sont issus des productions des pays membres de l'Union, mais aussi de pays européens non-membres, comme l'Islande, la Suisse, la Serbie ou encore le Monténégro.